# Delio Toledo
Delio César Toledo Rodas (Cecilio Báez, 10 febbraio 1976) è un ex calciatore paraguaiano, di ruolo difensore.

## Carriera

### Club
Nell'estate 1999 lascia il Cerro Porteño per trasferirsi in Italia all'Udinese. Con i friulani rimane sei mesi riuscendo a collezionare solo due presenze nella Serie A 1999-2000 e due presenze nella Coppa UEFA 1999-2000. A gennaio 2000 si trasferisce in Spagna all'Espanyol, dove rimane per una stagione e mezza. Nell'estate 2001 va a giocare per una stagione in Argentina al  Colón (SF), per poi ritornare in Europa per altre otto stagioni, prima di nuovo in Spagna con il Real Saragozza e poi in Turchia con il Kayserispor. Conclude la carriera in patria nel 2011 tra le file del 3 de Febrero.

### Nazionale
Ha collezionato 35 presenze e 4 gol con la nazionale maggiore paraguaiana, partecipando alla Coppa America 1999, disputata in casa, e ai Mondiali 2006 in Germania.

## Statistiche

### Cronologia presenze e reti in nazionale
| Cronologia completa delle presenze e delle reti in nazionale ― Paraguay | Cronologia completa delle presenze e delle reti in nazionale ― Paraguay | Cronologia completa delle presenze e delle reti in nazionale ― Paraguay | Cronologia completa delle presenze e delle reti in nazionale ― Paraguay | Cronologia completa delle presenze e delle reti in nazionale ― Paraguay | Cronologia completa delle presenze e delle reti in nazionale ― Paraguay | Cronologia completa delle presenze e delle reti in nazionale ― Paraguay | Cronologia completa delle presenze e delle reti in nazionale ― Paraguay |
| Data                                                                    | Città                                                                   | In casa                                                                 | Risultato                                                               | Ospiti                                                                  | Competizione                                                            | Reti                                                                    | Note                                                                    |
| ----------------------------------------------------------------------- | ----------------------------------------------------------------------- | ----------------------------------------------------------------------- | ----------------------------------------------------------------------- | ----------------------------------------------------------------------- | ----------------------------------------------------------------------- | ----------------------------------------------------------------------- | ----------------------------------------------------------------------- |
| 5-3-1999                                                                | Città del Guatemala                                                     | Paraguay                                                                | 3 – 1                                                                   | Giamaica                                                                | Copa de la Paz                                                          | -                                                                       |                                                                         |
| 7-3-1999                                                                | Città del Guatemala                                                     | Paraguay                                                                | 3 – 0                                                                   | Bolivia                                                                 | Copa de la Paz                                                          | 1                                                                       |                                                                         |
| 31-3-1999                                                               | Kingston                                                                | Giamaica                                                                | 3 – 0                                                                   | Paraguay                                                                | Amichevole                                                              | -                                                                       |                                                                         |
| 28-4-1999                                                               | Pedro Juan Caballero                                                    | Paraguay                                                                | 2 – 1                                                                   | Messico                                                                 | Amichevole                                                              | -                                                                       | 46’                                                                     |
| 17-6-1999                                                               | Ciudad del Este                                                         | Paraguay                                                                | 2 – 3                                                                   | Uruguay                                                                 | Amichevole                                                              | 1                                                                       | 45’                                                                     |
| 24-6-1999                                                               | Asunción                                                                | Paraguay                                                                | 2 – 1                                                                   | Colombia                                                                | Amichevole                                                              | -                                                                       |                                                                         |
| 29-6-1999                                                               | Asunción                                                                | Paraguay                                                                | 0 – 0                                                                   | Bolivia                                                                 | Coppa America 1999 - 1º turno                                           | -                                                                       |                                                                         |
| 2-7-1999                                                                | Asunción                                                                | Paraguay                                                                | 4 – 0                                                                   | Giappone                                                                | Coppa America 1999 - 1º turno                                           | -                                                                       |                                                                         |
| 5-7-1999                                                                | Pedro Juan Caballero                                                    | Paraguay                                                                | 1 – 0                                                                   | Perù                                                                    | Coppa America 1999 - 1º turno                                           | -                                                                       |                                                                         |
| 10-7-1999                                                               | Asunción                                                                | Paraguay                                                                | 1 – 1 dts (3 - 5 dtr)                                                   | Uruguay                                                                 | Coppa America 1999 - Quarti di finale                                   | -                                                                       |                                                                         |
| 13-10-1999                                                              | Chicago                                                                 | Messico                                                                 | 0 – 1                                                                   | Paraguay                                                                | Amichevole                                                              | 1                                                                       | 84’                                                                     |
| 15-10-1999                                                              | Città del Guatemala                                                     | Guatemala                                                               | 0 – 1                                                                   | Paraguay                                                                | Amichevole                                                              | -                                                                       | 79’                                                                     |
| 17-11-1999                                                              | Maldonado                                                               | Uruguay                                                                 | 0 – 1                                                                   | Paraguay                                                                | Amichevole                                                              | -                                                                       |                                                                         |
| 3-6-2000                                                                | Asunción                                                                | Paraguay                                                                | 3 – 1                                                                   | Ecuador                                                                 | Qual. Mondiali 2002                                                     | 1                                                                       |                                                                         |
| 9-6-2000                                                                | Sydney                                                                  | Australia                                                               | 0 – 0                                                                   | Paraguay                                                                | Amichevole                                                              | -                                                                       | 84’                                                                     |
| 12-6-2000                                                               | Brisbane                                                                | Australia                                                               | 0 – 0                                                                   | Paraguay                                                                | Amichevole                                                              | -                                                                       | 53’                                                                     |
| 15-6-2000                                                               | Melbourne                                                               | Australia                                                               | 2 – 1                                                                   | Paraguay                                                                | Amichevole                                                              | -                                                                       | 46’                                                                     |
| 21-6-2000                                                               | Ciudad del Este                                                         | Paraguay                                                                | 1 – 0                                                                   | Costa Rica                                                              | Amichevole                                                              | -                                                                       |                                                                         |
| 29-6-2000                                                               | Santiago del Cile                                                       | Cile                                                                    | 3 – 1                                                                   | Paraguay                                                                | Qual. Mondiali 2002                                                     | -                                                                       | 72’                                                                     |
| 6-6-2003                                                                | Braga                                                                   | Portogallo                                                              | 0 – 0                                                                   | Paraguay                                                                | Amichevole                                                              | -                                                                       |                                                                         |
| 11-6-2003                                                               | Saitama                                                                 | Giappone                                                                | 0 – 0                                                                   | Paraguay                                                                | Amichevole                                                              | -                                                                       |                                                                         |
| 20-8-2003                                                               | Panama                                                                  | Panama                                                                  | 1 – 2                                                                   | Paraguay                                                                | Amichevole                                                              | -                                                                       | 46’                                                                     |
| 6-9-2003                                                                | Lima                                                                    | Perù                                                                    | 4 – 1                                                                   | Paraguay                                                                | Qual. Mondiali 2006                                                     | -                                                                       | 60’                                                                     |
| 31-3-2004                                                               | Asunción                                                                | Paraguay                                                                | 0 – 0                                                                   | Brasile                                                                 | Qual. Mondiali 2006                                                     | -                                                                       | 16’ 57’                                                                 |
| 28-4-2004                                                               | Incheon                                                                 | Corea del Sud                                                           | 0 – 0                                                                   | Paraguay                                                                | Amichevole                                                              | -                                                                       |                                                                         |
| 6-6-2004                                                                | Buenos Aires                                                            | Argentina                                                               | 0 – 0                                                                   | Paraguay                                                                | Qual. Mondiali 2006                                                     | -                                                                       | 62’                                                                     |
| 11-11-2005                                                              | Teheran                                                                 | Paraguay                                                                | 4 – 2                                                                   | Togo                                                                    | Tehran International Tournament - Semifinale                            | -                                                                       |                                                                         |
| 13-11-2005                                                              | Teheran                                                                 | Paraguay                                                                | 1 – 0                                                                   | Macedonia B                                                             | Tehran International Tournament - Finale                                | -                                                                       |                                                                         |
| 1-3-2006                                                                | Cardiff                                                                 | Galles                                                                  | 0 – 0                                                                   | Paraguay                                                                | Amichevole                                                              | -                                                                       |                                                                         |
| 24-5-2006                                                               | Oslo                                                                    | Norvegia                                                                | 2 – 2                                                                   | Paraguay                                                                | Amichevole                                                              | -                                                                       |                                                                         |
| 31-5-2006                                                               | Dornbirn                                                                | Georgia                                                                 | 0 – 1                                                                   | Paraguay                                                                | Amichevole                                                              | -                                                                       | 79’ 81’                                                                 |
| 10-6-2006                                                               | Francoforte sul Meno                                                    | Inghilterra                                                             | 1 – 0                                                                   | Paraguay                                                                | Mondiali 2006 - 1º turno                                                | -                                                                       | 82’                                                                     |
| 7-10-2006                                                               | Brisbane                                                                | Australia                                                               | 1 – 1                                                                   | Paraguay                                                                | Amichevole                                                              | -                                                                       |                                                                         |
| 28-3-2007                                                               | Bogotà                                                                  | Colombia                                                                | 2 – 0                                                                   | Paraguay                                                                | Amichevole                                                              | -                                                                       | 25’ 62’                                                                 |
| 26-3-2008                                                               | Pretoria                                                                | Sudafrica                                                               | 3 – 0                                                                   | Paraguay                                                                | Amichevole                                                              | -                                                                       | 44’                                                                     |
| 19-11-2008                                                              | Mascate                                                                 | Oman                                                                    | 0 – 1                                                                   | Paraguay                                                                | Amichevole                                                              | -                                                                       | 70’                                                                     |
| Totale                                                                  |                                                                         | Presenze                                                                | 36                                                                      |                                                                         | Reti                                                                    | 4                                                                       |                                                                         |

## Palmarès

### Club

#### Competizioni nazionali
- Coppa di Spagna: 2

Espanyol: 1999-2000
Real Saragozza: 2003-2004
- Supercoppa di Spagna: 1

Real Saragozza: 2004
- Coppa di Turchia: 1

Kayserispor: 2007-2008